# RMS Carmania (1905)
El RMS Carmania fue un transatlántico británico perteneciente a la naviera Cunard Line que participó durante la Primera Guerra Mundial como un crucero armado hundiendo al transatlántico alemán, convertido en crucero auxiliar SMS Cap Trafalgar el 14 de septiembre de 1914 cerca de la isla de Trinidad. Era el barco gemelo del Caronia.

## Historia

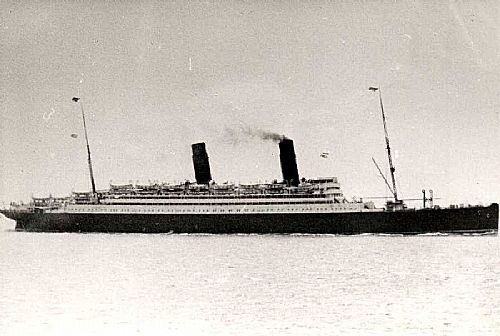
El Carmania fotografiado en 1905.

Cuando se introdujo, el Carmania y su barco gemelo, el Caronia, fueron los mayores barcos de la flota de Cunard y dos de los más rápidos del mundo, ya que habían sido diseñados para competir con los alemanes por la Banda Azul.  El Carmania tenía turbinas de vapor, y el Caronia tenía motores cuádruples.
El Carmania hizo su primer viaje el 2 de diciembre de 1905, transportando pasajeros en la ruta Liverpool - Queenstown - Nueva York. Navegó en la ruta Nueva York-Liverpool hasta junio de 1910, fecha en que sufrió un gran incendio, siendo retirado temporalmente hasta octubre de ese mismo año.
Estando al mando el capitán James Clayton Barr, el 10 de octubre de 1913, acudió al aviso de S.O.S enviado por el SS Volturno de la Canadian Northern Steamship Co. Ltd (el cual se estaba incendiando en alta mar), y rescató a los sobrevivientes en conjunto con otros navíos. Recibió galardones por su participación en el rescate.

### Primera Guerra Mundial

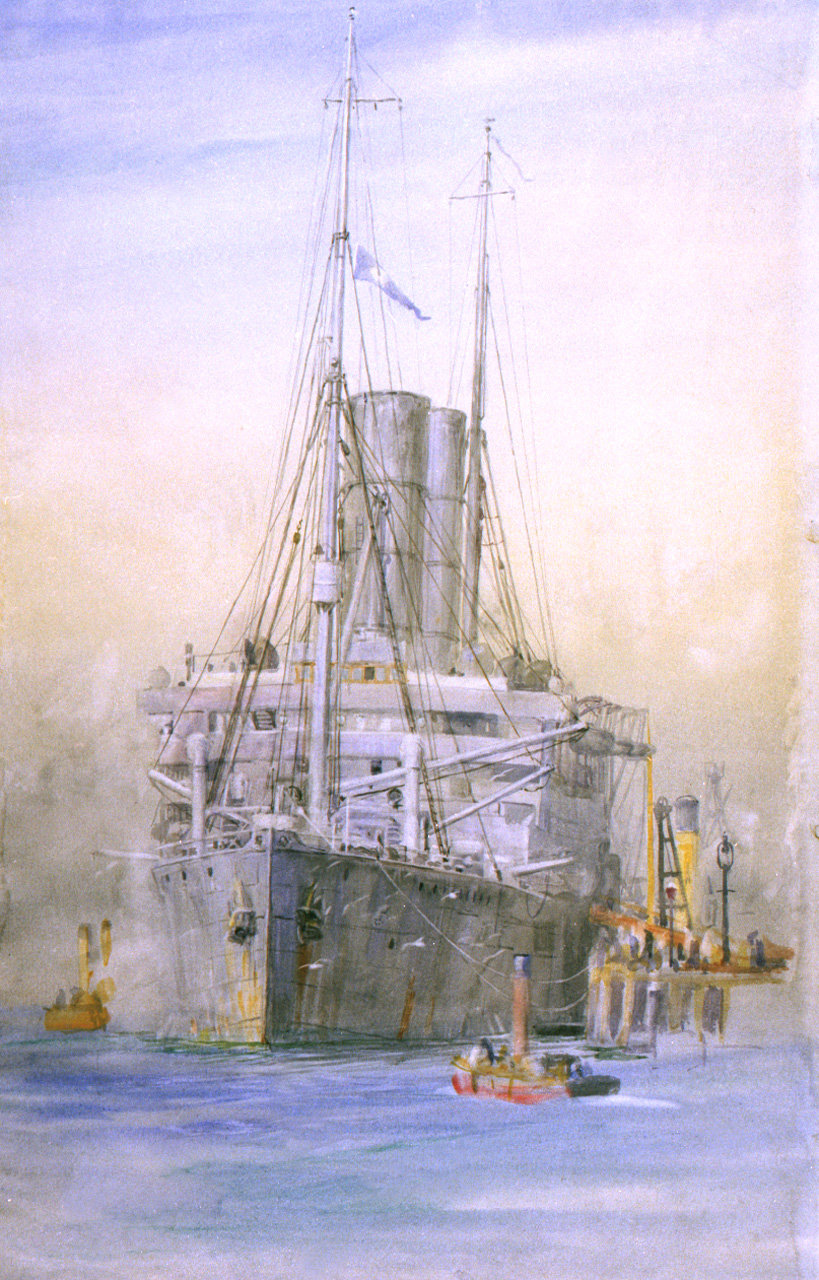
El Carmania convertido en buque armado.

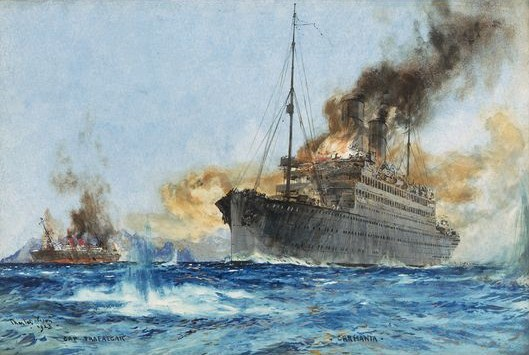
Enfrentamiento entre el HMS Carmania y el SMS Cap Trafalgar, en septiembre de 1914.

En 1914, con el inicio de la Primera Guerra Mundial, fue confiscado por el gobierno inglés y transformado en transporte auxiliar de tropas armado, añadiéndosele montajes de cañón de 125 mm en popa y proa. Fue pintado de un color gris azulado y su capitán fue Noel Grant (además del capitán Barr quien permaneció a bordo).
En la mañana del 14 de septiembre de 1914, en las cercanías de la colonia británica de Isla de Trinidad, el HMS Carmania descubrió un barco de 2 chimeneas y 2 mástiles cuyo perfil correspondía a un buque de pasajeros inglés, muy similar a él, en faenas de carboneo con el SS Eleonore Woermann. La sorpresa del Carmania al acercarse fue grande, pues lo que a primera vista parecía un indefenso buque de pasaje se trataba en realidad del trasatlántico alemán Cap Trafalgar, transformado en crucero auxiliar y comandado por el capitán de corbeta Wirth. 
El Cap Trafalgar era un trasatlántico nuevo de la línea Hamburg Süd Amerika Line. Hizo su último viaje como transatlántico en julio de 1914 y transformado en crucero auxiliar en agosto de ese año. Fue armado con 2 cañones de 10,5 cm y 6 ametralladoras, quitándosele la tercera chimenea a popa para disfrazarlo como un transatlántico inglés corriente, de una compañía como Cunard o Union-Castle.
El SMS (Seiner Majestät Schiff , buque de su majestad) Cap Trafalgar venía desde Trinidad (actual Trinidad y Tobago) donde tenía su base y su misión consistía en hundir mercantes ingleses en ruta hacía el Cabo de Hornos, camuflado como paquebote británico.
Ambos navíos maniobraron a una distancia de 7.500 m para el combate, comenzando la acción con disparos del HMS Carmania quien estaba mejor artillado; pero fue el navío inglés quien recibió un mayor número de impactos directos que destruyeron el puente y superestructuras. Sin embargo, el Cap Trafalgar resultó tocado con sendos impactos bajo la línea de flotación destruyendo sus mamparos estancos y sus lujosos interiores, como el jardín de invierno, lo que desembocó en la rápida inundación y escoramiento a estribor del barco alemán y se tuvo que dar la orden de abandono después de haber impactado unas 79 veces sobre su enemigo, el capitán Wirth no se contó entre los sobrevivientes. 
El SMS Cap Trafalgar se hundió rápidamente con la pérdida de 51 vidas mientras que el RMS Carmania se retiraba con múltiples incendios, el puente destruido e inundaciones enfilando hacia Pernambuco. En el combate se declaró oficialmente la pérdida de 9 vidas y decenas de heridos en el navío inglés, en parte al ser alcanzada la enfermería por metralla. 
Una vez realizadas las reparaciones mayores en Gilbraltar realizó patrullaje entre las islas del Atlántico y las costas portuguesas sin mayores incidentes destacables.
En 1916, participó en la campaña de Galípoli y terminó este año transportando tropas hasta el fin de la guerra. Posteriormente repatrió tropas canadienses desde Europa.

### Posguerra y final
Volvió de regreso a la Cunard en 1920, en muy malas condiciones, y tuvo que ser reacondicionado hasta 1923, año en que comenzó su servicio con una capacidad reducida a 1.440 personas haciendo rutas caribeñas en invierno y en verano en la ruta Nueva York-Liverpool. Sirvió durante 9 años hasta 1932, año en que fue considerado obsoleto y vendido a la Bocklow & Co. como chatarra a flote. Finalmente, fue desguazado en Blyth (Northumberland, Inglaterra).